# جوزيف رووي
جوزيف رووي (بالإنجليزية: Joseph Rowe)‏ هو مدير فني أمريكي، ولد في القرن العشرين، وتوفي في القرن العشرين.